# جيري سويني (لاعب كرة قدم)
جيري سويني (بالإنجليزية: Gerry Sweeney)‏ هو لاعب كرة قدم ومدرب كرة قدم بريطاني، ولد في 10 يوليو 1945 في رينفرو في المملكة المتحدة. لعب مع فوريست غرين ونادي بريستول سيتي ونادي غرينوك مورتون ونادي غلوستر سيتي ونادي يورك سيتي.